# Keith megye
Keith megye az Amerikai Egyesült Államokban, azon belül Nebraska államban található. Megyeszékhelye és legnagyobb városa Ogallala. Lakosainak száma 8335 fő (2020. április 1.). Keith megye Arthur, Perkins, McPherson, Lincoln, Deuel és Garden megyékkel határos.

## Népesség
A megye népességének változása:
| Lakosok száma | 8361 | 8221 | 8204 | 8130 | 8063 | 8335 |
|               | 2010 | 2011 | 2012 | 2013 | 2015 | 2020 |